# Carrer de Dalt (Olesa de Montserrat)
El carrer de Dalt és un carrer del nucli d'origen medieval d'Olesa, que forma part de la primera expansió de l'antiga Sagrera. Es tracta d'un carrer de traçat sinuós, que va perfilant la forma del petit promontori on s'assenta l'església parroquial. Les cases són de tipologia popular; les més antigues normalment de planta baixa més dos pisos, amb una amplada de parcel·la que no arriba als cinc metres. Algunes han substituït la finestra pel balcó en la primera planta. En alguns trams el ràfec és a la mateixa alçada i forma una línia contínua.